# Clubiona catawba
Clubiona catawba là một loài nhện trong họ Clubionidae.
Loài này thuộc chi Clubiona. Clubiona catawba được Willis J. Gertsch miêu tả năm 1941.